# Ocean Science
Ocean Science est une revue scientifique à comité de lecture en libre accès publiée par Copernicus Publications pour le compte de l'Union européenne des géosciences. Elle couvre tous les aspects de l'océanographie. La revue est disponible en ligne et en version imprimée. Les articles sont publiés sous la licence Creative Commons Attribution 3.0.
Le rédacteur en chef est John M. Huthnance. Les rédacteurs-fondateurs étaient David Webb (National Oceanography Centre, NOC, Southampton) et John Johnson (université d'East Anglia).

## Thématiques
Ocean Science couvre tous les aspects de l'océanographie et publie des recherches ayant un fort impact sur la compréhension de l'état et du comportement de l'océan, son rôle dans le système climatique, particulièrement les interactions océan-atmosphère, océan-cryosphère et océan-continent.

## Processus interactif d'évaluation par les pairs
La revue utilise un processus d'évaluation ouvert, initialement développé pour Atmospheric Chemistry and Physics par le rédacteur en chef, Ulrich Pöschl, et son équipe. Les soumissions considérées comme aptes à être examinées sont d'abord publiées en tant que littérature grise non examinée dans la revue de discussion sœur Ocean Science Discussions. Elles font ensuite l'objet d'une discussion publique interactive, au cours de laquelle sont également publiés les commentaires des rapporteurs (anonymes ou attribués), de courts commentaires complémentaires d'autres membres de la communauté scientifique (attribués), ainsi que les réponses des auteurs. Les auteurs ont ensuite la possibilité de modifier leurs articles en réponse aux problèmes soulevés et le processus se termine normalement.
Après acceptation finale, les articles sont publiés en ligne dès que les auteurs ont approuvé la version mise en page. La version imprimée de la revue, publiée bimensuellement, comprend tous les articles publiés en ligne depuis le dernier numéro imprimé.

## Résumé et indexation
La revue est résumée et indexée dans Science Citation Index Expanded, Scopus, Chemical Abstracts et GeoRef. Selon le Journal Citation Reports, le facteur d'impact de la revue en 2020 est de 3,416.